# Alexander Rosso
Alexander Rosso, vollständiger Name Alexander Mauricio Rosso Génova, (* 27. Februar 1993 in Montevideo) ist ein uruguayischer Fußballspieler.

## Karriere
Der 1,75 Meter große Offensivakteur Rosso absolvierte erstmals in der Spielzeit 2012/13 Ligapflichtspiele in der höchsten uruguayischen Spielklasse für den uruguayischen Erstligisten River Plate Montevideo. Nach zwei Erstligaeinsätzen (kein Tor) in jener Saison wurde er zur Apertura 2013 dauerhaft in den Erstligakader befördert. Er bestritt in der Spielzeit 2013/14 zehn weitere Spiele in der Primera División und erzielte dabei einen Treffer. In der Saison 2014/15 wurde er elfmal (kein Tor) in der höchsten uruguayischen Spielklasse und einmal (kein Tor) in der Copa Sudamericana 2014 eingesetzt. Während der Spielzeit 2015/16 stehen 16 Erstligaeinsätze (drei Tore) und drei (kein Tor) in der Copa Libertadores 2016 für ihn zu Buche. In der Saison 2016 wurde er neunmal (drei Tore) in der Liga eingesetzt.